# 水闸

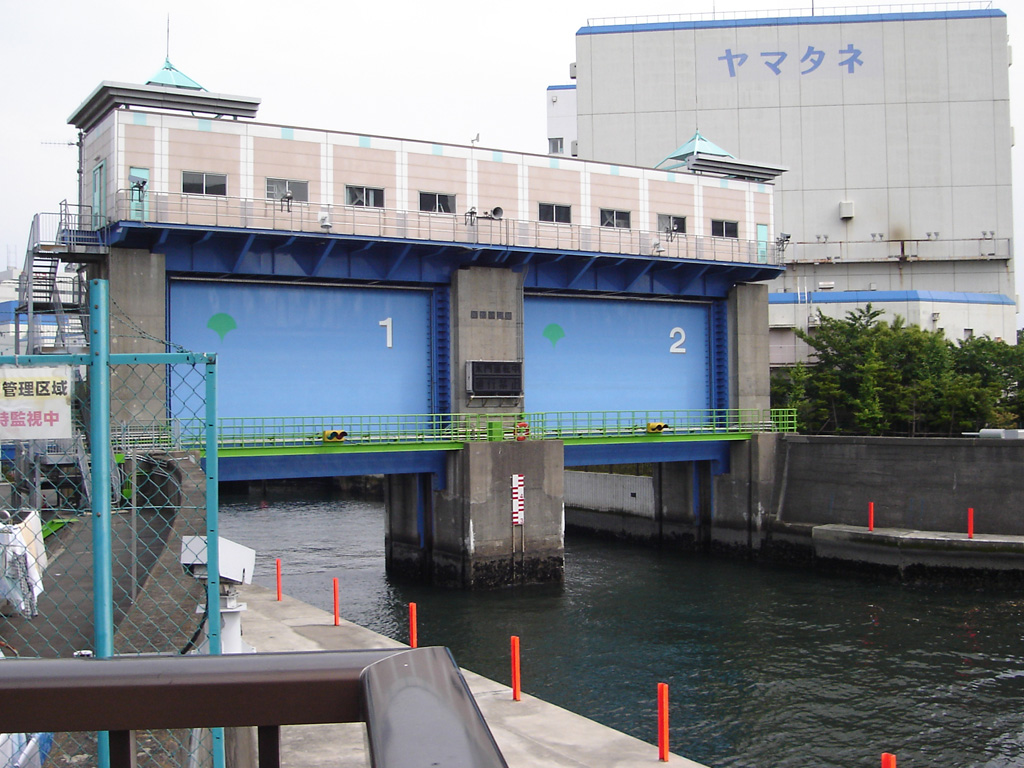
日本東京都的一座水閘

水闸是建於河道、水庫和湖泊中的一种挡水和泄水建筑物，主體為闸室，设有闸门，用于控制河流流速。關閉闸门，可以阻擋洪水，也可以使上游水位增高，便於通航。開放閘門，則可以方便洩洪。